# Robert Mackay
Pour les articles homonymes, voir Mackay.
Ne doit pas être confondu avec Robert MacKay (mathématicien).
Robert Mackay (né en Écosse en 1er janvier 1840 - décédé le 25 décembre 1916 à Montréal) était un homme d'affaires canadien.

## Biographie
Né à Caithness, Écosse, Robert Mackay immigre au Canada autour de 1855. Il commence ses activités commerciales avec Henry Morgan. Il choisit par la suite de consacrer son temps à diverses activités politiques et financières. Il siège à la Commission du Havre de 1896 à 1906 et il est aussi président de la Herald Publishing Company. 
Il siège à de nombreux conseils d’administration d’institutions dont l’influence sur l’économie montréalaise et canadienne est indéniable : la Banque de Montréal et le Royal Trust ; le Canadien Pacifique ; la Montreal Light, Heat and Power et autres. Il est aussi un important actionnaire de la Montreal Rolling Mills, de la Montreal Gas Company et d’autres entreprises dont le champ d’action dépasse le cadre montréalais. Il côtoie donc régulièrement des hommes comme Herbert Holt, Vincent Meredith et Rodolphe Forget, tous intéressés comme lui au développement du potentiel économique du Canada. 
Il tente sa chance en politique et brigue les suffrages à deux reprises, sans succès, dans la conscription Montréal-Ouest aux élections fédérales de 1896 et de 1900. Ses efforts sont néanmoins récompensés puisqu’il est nommé sénateur en 1901. 
Il fut propriétaire d'une somptueuse résidence (démolie en 1930) dans le Mille carré doré sur la rue Sherbrooke. 
Robert Mackay meurt à Montréal en décembre 1916 laissant derrière lui une fortune considérable.
Il est le père de la sénatrice montréalaise Cairine Wilson.

## Source
- Fiche sur Robert Mackay